# Guerville (Seine-Maritime)
Guerville é uma comuna francesa na região administrativa da Normandia, no departamento de Sena Marítimo. Estende-se por uma área de 12,31 km². Em 2010 a comuna tinha 473 habitantes (densidade: 38,4 hab./km²).